# Michael Wreh
Michael Wreh (ur. 2 kwietnia 1979) – liberyjski piłkarz występujący na pozycji bramkarza.

## Kariera klubowa
W swojej karierze Wreh występował między innymi w liberyjskim zespole Mighty Barolle.

## Kariera reprezentacyjna
W reprezentacji Liberii Wreh rozegrał 4 spotkania, wszystkie w 1997 roku. Wcześniej, w 1996 roku został powołany do kadry na Puchar Narodów Afryki. Nie zagrał jednak na nim w żadnym meczu, a Liberia zakończyła turniej na fazie grupowej.